# Native (groupe)
Pour les articles homonymes, voir Native.
Native est un groupe français de soul et rock. Il se compose de deux sœurs, Laura et Chris Mayne. Le groupe sort son premier album, l'homonyme Native, en 1993, et se vend à 400 000 exemplaires.

## Histoire
Le groupe est formé en 1993. Il se compose de deux sœurs, Laura (l’aînée, née le 20 janvier 1968) et Chris Mayne (née le 12 janvier 1970), toutes les deux nées à Villemomble, en Seine-Saint-Denis, et originaires de la Martinique. Elles commencent leur carrière en tant que choristes avec, notamment, Niagara et Gérald de Palmas. L'année de sa formation, le groupe enregistre et sort son premier album, l'homonyme Native, réalisé par Fred Versailles qui contient, notamment, les titres Si la vie demande ça et Tu planes sur moi. Native se vend à 400 000 exemplaires. Le 27 novembre 1993, elles atteignent toutes deux la 9e place de notre Top 50 avec leur premier single Si la vie demande ça.
En 1995, elles enregistrent la version française de la chanson du film d'animation Pocahontas, L'Air du vent, qui se hisse à la 9e position des classements français et la 5e place en Belgique francophone. 
En 1998, après la sortie de leur deuxième album, Nat(l)ive, la chanteuse américaine Cher reprend sur son album Believe la chanson Dans ce monde à part qu'elle intitule Takin' Back My Heart dans la version arrangée par Laura sur les démos du deuxième album. Cette même année, le groupe joue à trois reprises à l'Olympia. En 1998 et en 1999, Native participe au concert des Enfoirés, Les Enfoirés en cœur et La Dernière Édition avant l'an 2000.
En 2002, Native sort son troisième album studio intitulé Laura Mayne-Kerbrat. Chris n’y apparaît pas. Il faudra attendre presque vingt ans, à l’occasion de la sortie du Best-of Native Story en 2021, pour apprendre que Chris a quitté le groupe à l’époque. Laura en parle dans le livret CD dudit best-of ainsi que dans quelques interviews radios. On apprend également dans le magazine Hexagone numéro 20 (de l’été 2021), que Michel Legrand leur avait proposé à cette époque de reprendre les Demoiselles de Rochefort en comédie musicale, ce que Chris a décliné, ne laissant pas d’autre choix à Laura que de faire de même, même si elle relève que travailler avec ce compositeur était le rêve de sa vie.
Les deux sœurs empruntent des chemins différents à cette époque, chacune œuvrant sur divers projets. En 2009, Native remonte sur scène pour quelques titres à la Fête de l'Espoir à Genève, en Suisse sans parler d’une réformation.
En novembre 2011, Native enregistre un medley de trois titres (Les Couleurs de l'amour, Tu planes sur moi et Si la vie demande ça) dans le cadre d'une émission[Laquelle ?] pour M6 sur les années 1990, diffusée le 4 janvier 2012. Laura Mayne y annonce la sortie récente de son EP Native Song Book, volume 1 dans lequel elle revisite quatre titres du répertoire Native en version piano-voix, ainsi que son retour scénique après 10 ans d'absence.
En 2015, elles se retrouvent pour deux concerts, l’un intimiste à l’hôtel 123-Sébastopol à Paris pour une fête de la musique, l’autre au studio de l’Ermitage. Le public est nombreux et enthousiaste mais ces deux concerts complets restent isolés. En 2016, Laura rejoint seule la tournée Top50 sous le nom Laura Mayne de Native. Lors de cette tournée qui regroupe les artistes les plus représentatifs des années 90, elle chante son tube Si la vie demande ça et rejoint le groupe Pow Wow pour chanter tous les soirs Le chat et Le lion est mort ce soir avec eux.
Début 2021, les morceaux de Native sont réédités en format numérique pour la première fois. Au printemps de cette même année, deux nouvelles versions de Si la vie demande ça sortent, totalement réenregistrées et revisitées par deux artistes aux univers différents : Soondclub et Stan Courtois. Dans les crédits, on apprend que seule Laura chante sur ces deux nouvelles versions. Un best-of intitulé Native Story sort à la rentrée 2021, Ce best-of est notable dans l’histoire du groupe pour deux raisons : la première car le livret du CD contient une mini-biographie du groupe, écrite par Laura, et qui éclaire sur les débuts du groupe de l’intérieur, sur leur mode créatif, ainsi que sur le départ de Chris, rarement évoqué jusque-là. La seconde raison, c’est la présence du premier titre inédit du groupe depuis deux décennies : Petite sœur, écrit par Alain Chennevière du groupe Pow Wow.
À date[Quand ?], le groupe compte 700 000 exemplaires vendus sur les premiers albums. Laura annonce sur les réseaux sociaux et dans les médias que Native, qu’elle représente désormais seule, fête ses 30 ans d'existence en 2023.

## Discographie

### Albums studio
- 1993 : Native (400 000 exemplaires)
- 1997 : Couleurs de l'amour (250 000 exemplaires)
- 2002 : Laura Mayne-Kerbrat
- 2021 : Si la vie demande ça Rework & Remix (mini-album de remix et versions revisitées du tube de 1993)
- 2023 : Boogie Wonderland (version anglaise de l'album de 1997)

### Albums live et best-of
- 1995 : Nat(l)ive (mini-album de 6 chansons live)
- 2000 : Native the Best (best of)
- 2021 : Native Story (best of)

### Albums remasterisés
- 2021 : Native (ré-édition de l’album remasterisé)
- 2021 : Nat(l)ive (ré-édition de l’EP remasterisé)
- 2021 : Couleurs de l'amour (ré-édition de l’album remasterisé)
- 2021 : Laura Mayne-Kerbrat (ré-édition de l’album remasterisé)

### Participations
- 1995 : Bande originale de Pocahontas de Walt Disney Pictures[3]
- 1997 : Bande originale d'Anastasia de la 20th Century Fox
- 1998 : Spectacle des enfoirés 1998 : Enfoirés en cœur
- 1999 : Spectacle des enfoirés 1999 : Dernière édition avant l'an 2000

## Récompenses
- 1994 : Victoire de la musique pour la révélation du groupe de l'année[réf. nécessaire]